# 賞金王決定戦競走
賞金王決定戦競走（しょうきんおうけっていせんきょうそう）は、ボートレースのSG競走の1つ。2014年からの通称名称は「ボートレースグランプリ（THE GRAND PRIX）」。略称はグランプリ、GP。本項目では、並行して開催されるSG競走「グランプリシリーズ戦（グランプリシリーズせん）（2013年までは「（賞金王）シリーズ」）」についても併せて記述する。

## 概要
1986年に創設。「グランプリ（賞金王決定戦　以下、グランプリとする）」と「グランプリシリーズ（（賞金）シリーズ戦　以下、シリーズ戦とする）」が2部構成で並行して開催される。特にグランプリの優勝戦に進出することは、すべてのボートレーサーが目標とするレースとされ、最高峰の競走として位置づけられている。
伝統と歴史のある5大SG競走「GRANDE5」の最終戦に当たる事や、高額の賞金である事も相俟って、本競走で優勝したボートレーサーが賞金王となる事が多い事から、「ボートレースの日本シリーズ」とも言われる。
大半はボートレース住之江で開催されることが多いが、平均して6-7年に1回は住之江を離れて他のボートレース場で開催される。過去、住之江以外での開催は、平和島が4回（第6回・15回・29回・35回）、戸田（第11回）、福岡（第22回）、大村（第37回）でそれぞれ1回ずつの開催である。
第6回（1991年）以後第33回（2018年）までは、原則として12月23日（平成時代の天皇誕生日）を優勝戦とする日程が組まれていた。
2019年に元号が令和に改まり、天皇誕生日が2月に移動したため優勝戦は第3または第4日曜日に組まれており、2019年度の第34回大会は初めてナイターレースとして開催。これ以後、住之江ではグランプリをナイター競走として開催するようになった。住之江以外では、2022年にボートレース大村（長崎県大村市）で行われた第37回大会が初めてのナイターグランプリである。

### 賞金
グランプリ優勝戦の優勝賞金は1億1000万円（第38回／2023年より）。これは1レースの賞金額としてはKEIRINグランプリの優勝賞金1億3000万円（本賞金）に次ぐ世界2番目の最高賞金額となっている。
なお、優勝賞金が1億円の大台に乗せたのは本大会の方が先であり、ギネス世界記録にも認定されている。また、優勝者には他に黄金ヘルメット、主催者代表者賞、日本財団会長賞、全国モーターボート競走施行者協議会会長賞、日本モーターボート競走会会長賞、一般財団法人BOATRACE振興会会長賞が授与される。

### 特典
トライアルを勝ち上がり最終日12レースのグランプリファイナル（優勝戦）に進出した6名の選手は、翌年のチャレンジカップとグランプリを除く全SG競走（ボートレースクラシック・ボートレースオールスター・グランドチャンピオン・オーシャンカップ・ボートレースメモリアル・ボートレースダービー）への優先出場権が与えられる（フライングによる出場辞退期間と重複する場合などは除く）。なお優勝戦出走者にはBOAT RACE振興会よりメダルが授与されるが、優勝者には純プラチナメダル、2位は金メダル、3位は銀メダルが贈呈される。

### 各競走の概説
以下は2014年現在の内容。

#### 出場資格
出典：
成績対象期間（1月1日からチャレンジカップ最終日まで）内における獲得賞金ランク上位60名を全登録選手（以下の選出除外事由に該当する選手を除く）から選抜し、上位18位（2013年までは12位）までの選手をグランプリ、19位（2013年までは13位） - 60位の42人（2013年まで48人）をシリーズ戦へ選出。
選出除外
（2023年改訂）
- フライング休みが当該競走の前検日を含む開催期間と重複する場合（下記特例を除く）。
- 前々回（２年前）のグランプリから開催年のチャレンジカップのSG優勝戦で選手責任事由によるスタート事故を起こした選手。
- 前回（前年）のグランプリ（シリーズ戦）から開催年のチャレンジカップのSG準優勝戦で選手責任事由によるスタート事故を起こした選手。
- 前回（前年）のグランプリのトライアル・順位決定戦で選手責任事由によるスタート事故を起こした選手。
- 負傷・病気等により出場を辞退した選手。
- 褒賞懲戒規定による出場停止処分を受けた選手[注 6]。

特例
- フライング休みが当該競走の前検日を含む開催期間と重複する場合でも、選考期間内における獲得賞金ランクが18位以内の場合は出場できる。

過去の特例
- 賞金獲得ランキング上位18名（グランプリ出場権取得選手）[4]は、「SG競走の優勝戦におけるスタート事故者への罰則」「SG競走の準優勝戦におけるスタート事故者への罰則」から除かれていた[14][注 7]。

#### グランプリ（賞金王決定戦）
6日間開催で行われる。前半5日間は2段階方式によるトライアル競走を行い、最終日は順位決定戦とグランプリ優勝戦が行われる。現行の6日間通し、2段階トライアル、18選手参加のスタイルは、対外呼称が「グランプリ」に統一された2014年・平和島大会からである。

##### 節の流れ
| 初日          | 2日目         | 3日目         | 4日目         | 5日目         | 最終日                      |
| ------------- | ------------- | ------------- | ------------- | ------------- | --------------------------- |
| トライアル1st | トライアル1st | トライアル2nd | トライアル2nd | トライアル2nd | 順位決定戦 グランプリ優勝戦 |

1. 初日・2日目：賞金ランキング7位 - 18位の12名で「トライアル1st」を行う。各選手2レースずつ行い、得点上位6名が「トライアル2nd」へ進出。下位6名は敗退となり、「グランプリシリーズ」に予選3日目から合流。
2. 3日目 - 5日目：「トライアル1st」を勝ち上がった6名にシードされていた賞金ランキング1位 - 6位の選手を加えた12名で「トライアル2nd」を行う（トライアル1stの得点は持ち越さない）。各選手とも3レースずつ行う。
3. 最終日：「トライアル2nd」の得点上位6名で「グランプリ優勝戦[4]」を行い、下位6名は「順位決定戦」を行う。

使用するモーター（エンジン）は開催場における勝率上位機、および専門紙・スポーツ紙の記者が推薦したものが用意される。

###### 過去の賞金王決定戦（グランプリ）の競技方式
2013年までの当時の「賞金王決定戦」に出場できる選手は、チャレンジカップ終了時の賞金ランキング上位12名までであり、「決定戦」は「シリーズ戦」がGⅠ以下だった時代は後半3日間で、4・5日目に各選手が2レースのトライアルを走り、そのポイント上位6人が「賞金王決定戦」、下位6名が「順位決定戦」に回るというやり方だったが、「シリーズ戦」のSG昇格後は、「決定戦」の会期を4日制に変更。トライアルは各選手3レース走りに増えた。

#### グランプリシリーズ（賞金王シリーズ戦）
グランプリと同様に6日間開催で行われる。前半4日間は予選、5日目は準優勝戦、最終日はシリーズ優勝戦が行われる。
予選3日目からは、グランプリのトライアル1stで敗退した6名も加わる。トライアル1st敗退者は得点をシリーズ戦に持ち越すが、得点の不利を補うため、3日目に敗退者6名で通常より少し競走得点を高く設定した「シリーズ復活戦」を行う。

##### 節の流れ
| 初日                | 2日目 | 3日目                                                            | 4日目                             | 5日目                                                                  | 最終日                      |
| ------------------- | ----- | ---------------------------------------------------------------- | --------------------------------- | ---------------------------------------------------------------------- | --------------------------- |
| 予選 シリーズ特別戦 | 予選  | 予選 シリーズ復活戦賞金王決定戦の トライアル1st敗退者6名が加わる | 予選得点率上位の 18名が準優勝戦へ | 準優勝戦各レース上位2着（6名）が優勝戦へ 3着以下（12名）は特別選抜戦へ | 特別選抜戦 シリーズ戦優勝戦 |

## 歴史
- 1986年（昭和61年） - SG「賞金王決定戦」・一般戦「賞金王シリーズ戦」（当時の正式名称は「賞金王シリーズ○○大賞」）を創設。賞金王決定戦は彦坂郁雄が優勝。
- 1988年（昭和63年） - 「賞金王シリーズ戦」をGIIへ格上げ。
- 1991年（平成3年） - 「賞金王シリーズ戦」をGIへ格上げ。
- 1997年（平成9年） - 「賞金王シリーズ戦」をSGへ格上げし「○○大賞」の呼称を廃止。
- 1998年（平成10年） - 「競艇王チャレンジカップ」の新設により、出場資格の基準が変更された。
- 2010年（平成22年） - 「賞金王シリーズ優勝戦」と「順位決定戦」の施行順を入れ替え。
- 2014年（平成26年） - 通称を「グランプリ」とし、これに併せて「賞金王決定戦」は「グランプリ優勝戦」、「賞金王シリーズ（優勝戦）」からは「グランプリシリーズ（優勝戦）」にそれぞれ呼称を変更。グランプリの出場枠を18人に拡大し、2段階トライアル方式を採用（方式上述）[4]
- 2020年（令和2年） - 新型コロナウイルス（COVID-19）感染拡大防止の為、開催地・ボートレース平和島が立地する東京都及び、隣接する神奈川県・埼玉県・千葉県の在住者を対象とした事前抽選による入場制限を実施[22]。
  - ステージ上での開会式等のイベントを全て中止し、映像によるイベントに代替[23]。
  - 一般戦開催節同様、ニコニコ生放送・YouTube Liveのボートレース平和島公式チャンネルによるライブストリーミング配信を実施（MC・こんせいそん）。
- 2021年（令和3年）
  - 前年同様、新型コロナウイルス感染拡大防止の為、開催地・ボートレース住之江が立地する大阪府及び、隣接する兵庫県・京都府・滋賀県・奈良県・和歌山県の在住者を対象とした事前抽選による入場制限を実施[24]。
  - グランプリ優勝戦において峰竜太が1周1マークで瓜生正義のツケマイを浴びターンマークに激突し(妨害失格)、後続の3艇（丸野一樹、平本真之、毒島誠）を巻き込む形となり、完走したのは優勝した瓜生と白井英治の2艇だけとなり、三連単・三連複がグランプリファイナル初の不成立となってしまい、本来の売上42億7752万6800円のうち96%をこえる41億1426万3700円が返還となり、2002年に行われたSG第12回グランドチャンピオン決定戦での24億3513万3800円[25]を大幅に上回るボートレースにおける1レースでの返還額の最高記録となった[26]。またこの1つ前に当たる「グランプリシリーズ」優勝戦でも西山貴浩が1周1マークでターンマークに激突し篠崎元志を巻き込んでの妨害失格。どちらもスタート事故によるものではなかった（全艇スタートは正常だった）為、峰や西山に対するスタート事故での斡旋停止やSG・PGI・GI競走の出場停止こそなかったが、妨害失格による15点の事故点が記録された。また一年の見納めであるグランプリとグランプリシリーズの優勝戦でどちらも妨害失格艇が出たのはボートレース界史上初である。
- 2022年（令和4年）
  - この年からボートレースバトルチャンピオントーナメントへの優先出場選手決定戦として開催される。
  - この開催は4日目までは通常通りの先着入場方式だが、5・6日目についてはコロナ対策のため10-11月に事前の申し込み（ウェブ、またはボートレース場備え付けの応募用紙）[27]により、応募多数時は抽選で3500人（応募地制限なし）を対象に当選葉書（1枚で2名まで入場可能。代表者自体は20歳以上のみだが、未就学乳幼児を含む20歳未満も同伴者扱いで入場可能）を発送するやり方を行った。

## 歴代優勝者
優勝賞金は、出典に明記されているもののみ記載する。

### 賞金王決定戦→グランプリ
出典はボートレースオフィシャルウェブサイトにあるグランプリの各回ページより。()内の数字は優勝回数（2回以上）。
| 回数 | 開催年             | 優勝戦日 | 開催場 | 優勝者        | 優勝者   | 優勝者 | 優勝者        | 優勝者 | 優勝者 | 優勝者     |
| 回数 | 開催年             | 優勝戦日 | 開催場 | 選手名        | 登録番号 | 年齢   | 住所 所属支部 | 枠番   | コース | 決まり手   |
| ---- | ------------------ | -------- | ------ | ------------- | -------- | ------ | ------------- | ------ | ------ | ---------- |
| 1    | 1986年（昭和61年） | 12月23日 | 住之江 | 彦坂郁雄      | 1515     | 45     | 千葉          | 3      | 2      | 差し       |
| 2    | 1987年（昭和62年） | 12月22日 | 住之江 | 安岐真人      | 1864     | 42     | 香川          | 4      | 1      | 逃げ       |
| 3    | 1988年（昭和63年） | 12月20日 | 住之江 | 野中和夫      | 2291     | 44     | 大阪          | 5      | 4      | まくり     |
| 4    | 1989年（平成元年） | 12月19日 | 住之江 | 福永達夫      | 2205     | 41     | 山口          | 1      | 4      | 差し       |
| 5    | 1990年（平成2年）  | 12月18日 | 住之江 | 高山秀則      | 2672     | 42     | 宮崎          | 1      | 1      | 逃げ       |
| 6    | 1991年（平成3年）  | 12月23日 | 平和島 | 松田雅文      | 2502     | 41     | 福岡          | 2      | 2      | 差し       |
| 7    | 1992年（平成4年）  | 12月23日 | 住之江 | 野中和夫(2)   | 2291     | 48     | 大阪          | 3      | 1      | 2M差し     |
| 8    | 1993年（平成5年）  | 12月23日 | 住之江 | 野中和夫(3)   | 2291     | 49     | 大阪          | 5      | 3      | まくり     |
| 9    | 1994年（平成6年）  | 12月23日 | 住之江 | 中道善博      | 2096     | 45     | 徳島          | 4      | 3      | 2M差し     |
| 10   | 1995年（平成7年）  | 12月24日 | 住之江 | 植木通彦      | 3285     | 27     | 福岡          | 5      | 2      | 3周1M差し  |
| 11   | 1996年（平成8年）  | 12月23日 | 戸田   | 植木通彦(2)   | 3285     | 28     | 福岡          | 4      | 4      | つけまい   |
| 12   | 1997年（平成9年）  | 12月23日 | 住之江 | 服部幸男      | 3422     | 26     | 静岡          | 5      | 6      | まくり差し |
| 13   | 1998年（平成10年） | 12月23日 | 住之江 | 太田和美      | 3557     | 25     | 大阪          | 3      | 5      | まくり     |
| 14   | 1999年（平成11年） | 12月23日 | 住之江 | 松井繁        | 3415     | 30     | 大阪          | 2      | 2      | まくり     |
| 15   | 2000年（平成12年） | 12月24日 | 平和島 | 市川哲也      | 3499     | 32     | 広島          | 3      | 3      | まくり     |
| 16   | 2001年（平成13年） | 12月24日 | 住之江 | 田中信一郎    | 3556     | 29     | 大阪          | 1      | 1      | 逃げ       |
| 17   | 2002年（平成14年） | 12月23日 | 住之江 | 植木通彦(3)   | 3285     | 34     | 福岡          | 3      | 4      | まくり     |
| 18   | 2003年（平成15年） | 12月23日 | 住之江 | 田中信一郎(2) | 3556     | 31     | 大阪          | 1      | 1      | 逃げ       |
| 19   | 2004年（平成16年） | 12月23日 | 住之江 | 田中信一郎(3) | 3556     | 32     | 大阪          | 6      | 6      | 抜き       |
| 20   | 2005年（平成17年） | 12月23日 | 住之江 | 辻栄蔵        | 3719     | 30     | 広島          | 1      | 1      | 逃げ       |
| 21   | 2006年（平成18年） | 12月24日 | 住之江 | 松井繁(2)     | 3415     | 37     | 大阪          | 1      | 1      | 逃げ       |
| 22   | 2007年（平成19年） | 12月24日 | 福岡   | 吉川元浩      | 3854     | 35     | 兵庫          | 1      | 1      | 逃げ       |
| 23   | 2008年（平成20年） | 12月23日 | 住之江 | 井口佳典      | 4024     | 31     | 三重          | 1      | 1      | 逃げ       |
| 24   | 2009年（平成21年） | 12月23日 | 住之江 | 松井繁(3)     | 3415     | 40     | 大阪          | 3      | 3      | 差し       |
| 25   | 2010年（平成22年） | 12月23日 | 住之江 | 中島孝平      | 4013     | 31     | 福井          | 2      | 2      | まくり     |
| 26   | 2011年（平成23年） | 12月25日 | 住之江 | 池田浩二      | 3941     | 33     | 愛知          | 1      | 1      | 逃げ       |
| 27   | 2012年（平成24年） | 12月24日 | 住之江 | 山崎智也      | 3622     | 38     | 群馬          | 4      | 4      | まくり差し |
| 28   | 2013年（平成25年） | 12月23日 | 住之江 | 池田浩二(2)   | 3941     | 35     | 愛知          | 1      | 1      | 逃げ       |
| 29   | 2014年（平成26年） | 12月23日 | 平和島 | 茅原悠紀      | 4418     | 27     | 岡山          | 6      | 6      | 差し       |
| 30   | 2015年（平成27年） | 12月23日 | 住之江 | 山崎智也(2)   | 3622     | 41     | 群馬          | 1      | 1      | 逃げ       |
| 31   | 2016年（平成28年） | 12月25日 | 住之江 | 瓜生正義      | 3783     | 40     | 福岡          | 1      | 1      | 逃げ       |
| 32   | 2017年（平成29年） | 12月24日 | 住之江 | 桐生順平      | 4444     | 31     | 埼玉          | 1      | 1      | 逃げ       |
| 33   | 2018年（平成30年） | 12月24日 | 住之江 | 峰竜太        | 4320     | 33     | 佐賀          | 1      | 1      | 逃げ       |
| 34   | 2019年（令和元年） | 12月22日 | 住之江 | 石野貴之      | 4168     | 37     | 大阪          | 1      | 1      | 逃げ       |
| 35   | 2020年（令和2年）  | 12月20日 | 平和島 | 峰竜太(2)     | 4320     | 35     | 佐賀          | 1      | 1      | 逃げ       |
| 36   | 2021年（令和3年）  | 12月19日 | 住之江 | 瓜生正義(2)   | 3783     | 45     | 福岡          | 4      | 3      | まくり     |
| 37   | 2022年（令和4年）  | 12月18日 | 大村   | 白井英治      | 3897     | 46     | 山口          | 1      | 1      | 逃げ       |
| 38   | 2023年（令和5年）  | 12月24日 | 住之江 | 石野貴之(2)   | 4168     | 41     | 大阪          | 1      | 1      | 逃げ       |
| 39   | 2024年（令和6年）  | 12月22日 | 住之江 | 毒島誠        | 4238     | 40     | 群馬          | 1      | 1      | 逃げ       |

#### 賞金王決定戦の優勝選手に関する記録
完全優勝（トライアルから優勝戦まですべて1着）
- 野中和夫

### 賞金王シリーズ戦→グランプリシリーズ
出典はボートレースオフィシャルウェブサイトにあるグランプリシリーズの各回ページより。

#### 第11回まで
| 回数 | 開催年             | 優勝戦日 | 開催場 | 優勝者   |
| ---- | ------------------ | -------- | ------ | -------- |
| 1    | 1986年（昭和61年） | 12月23日 | 住之江 | 竹内知樹 |
| 2    | 1987年（昭和62年） | 12月22日 | 住之江 | 瀬尾達也 |
| 3    | 1988年（昭和63年） | 12月20日 | 住之江 | 瀬尾達也 |
| 4    | 1989年（平成元年） | 12月19日 | 住之江 | 新開文夫 |
| 5    | 1990年（平成2年）  | 12月18日 | 住之江 | 長岡茂一 |
| 6    | 1991年（平成3年）  | 12月23日 | 平和島 | 岡本義則 |
| 7    | 1992年（平成4年）  | 12月23日 | 住之江 | 長岡茂一 |
| 8    | 1993年（平成5年）  | 12月23日 | 住之江 | 中道善博 |
| 9    | 1994年（平成6年）  | 12月23日 | 住之江 | 西島義則 |
| 10   | 1995年（平成7年）  | 12月24日 | 住之江 | 高山秀則 |
| 11   | 1996年（平成8年）  | 12月23日 | 戸田   | 市川哲也 |

#### 第12回以降
| 回数 | 開催年             | 優勝戦日 | 開催場 | 優勝者     | 優勝者   | 優勝者 | 優勝者        | 優勝者 | 優勝者 | 優勝者     |
| 回数 | 開催年             | 優勝戦日 | 開催場 | 選手名     | 登録番号 | 年齢   | 住所 所属支部 | 枠番   | コース | 決まり手   |
| ---- | ------------------ | -------- | ------ | ---------- | -------- | ------ | ------------- | ------ | ------ | ---------- |
| 12   | 1997年（平成9年）  | 12月23日 | 住之江 | 小畑実成   | 3233     | 30     | 岡山          | 4      | 5      | 抜き       |
| 13   | 1998年（平成10年） | 12月23日 | 住之江 | 中道善博   | 2096     | 49     | 徳島          | 1      | 4      | まくり差し |
| 14   | 1999年（平成11年） | 12月23日 | 住之江 | 長岡茂一   | 3227     | 34     | 東京          | 4      | 4      | まくり     |
| 15   | 2000年（平成12年） | 12月24日 | 平和島 | 吉田隆義   | 3231     | 34     | 愛知          | 1      | 1      | 逃げ       |
| 16   | 2001年（平成13年） | 12月24日 | 住之江 | 濱野谷憲吾 | 3590     | 28     | 東京          | 3      | 3      | 抜き       |
| 17   | 2002年（平成14年） | 12月23日 | 住之江 | 太田和美   | 3557     | 29     | 大阪          | 5      | 3      | 抜き       |
| 18   | 2003年（平成15年） | 12月23日 | 住之江 | 市川哲也   | 3499     | 35     | 広島          | 4      | 4      | 抜き       |
| 19   | 2004年（平成16年） | 12月23日 | 住之江 | 太田和美   | 3557     | 31     | 奈良          | 1      | 1      | 逃げ       |
| 20   | 2005年（平成17年） | 12月23日 | 住之江 | 池田浩二   | 3941     | 27     | 愛知          | 3      | 4      | まくり     |
| 21   | 2006年（平成18年） | 12月24日 | 住之江 | 赤岩善生   | 3946     | 30     | 愛知          | 1      | 1      | 抜き       |
| 22   | 2007年（平成19年） | 12月24日 | 福岡   | 山崎智也   | 3622     | 33     | 群馬          | 5      | 6      | まくり差し |
| 23   | 2008年（平成20年） | 12月23日 | 住之江 | 田中信一郎 | 3556     | 36     | 大阪          | 1      | 1      | 逃げ       |
| 24   | 2009年（平成21年） | 12月23日 | 住之江 | 井口佳典   | 4024     | 32     | 三重          | 1      | 1      | 逃げ       |
| 25   | 2010年（平成22年） | 12月23日 | 住之江 | 山崎智也   | 3622     | 36     | 群馬          | 4      | 4      | まくり     |
| 26   | 2011年（平成23年） | 12月25日 | 住之江 | 勝野竜司   | 3697     | 39     | 兵庫          | 1      | 1      | 逃げ       |
| 27   | 2012年（平成24年） | 12月24日 | 住之江 | 篠崎元志   | 4350     | 26     | 福岡          | 1      | 1      | 逃げ       |
| 28   | 2013年（平成25年） | 12月23日 | 住之江 | 前本泰和   | 3573     | 41     | 広島          | 1      | 1      | 逃げ       |
| 29   | 2014年（平成26年） | 12月23日 | 平和島 | 平本真之   | 4337     | 30     | 愛知          | 4      | 5      | まくり     |
| 30   | 2015年（平成27年） | 12月23日 | 住之江 | 長田頼宗   | 4266     | 30     | 東京          | 1      | 1      | 逃げ       |
| 31   | 2016年（平成28年） | 12月25日 | 住之江 | 今垣光太郎 | 3388     | 47     | 福井          | 1      | 1      | 逃げ       |
| 32   | 2017年（平成29年） | 12月24日 | 住之江 | 新田雄史   | 4344     | 32     | 三重          | 1      | 1      | 逃げ       |
| 33   | 2018年（平成30年） | 12月24日 | 住之江 | 平尾崇典   | 3822     | 46     | 岡山          | 1      | 1      | 逃げ       |
| 34   | 2019年（令和元年） | 12月22日 | 住之江 | 馬場貴也   | 4262     | 35     | 滋賀          | 3      | 3      | まくり差し |
| 35   | 2020年（令和2年）  | 12月20日 | 平和島 | 深川真二   | 3623     | 46     | 佐賀          | 2      | 2      | 差し       |
| 36   | 2021年（令和3年）  | 12月19日 | 住之江 | 新田雄史   | 4344     | 36     | 三重          | 3      | 3      | まくり差し |
| 37   | 2022年（令和4年）  | 12月18日 | 大村   | 宮地元輝   | 4445     | 36     | 佐賀          | 3      | 3      | まくり差し |
| 38   | 2023年（令和5年）  | 12月24日 | 住之江 | 深谷知博   | 4524     | 35     | 静岡          | 2      | 2      | まくり     |
| 39   | 2024年（令和6年）  | 12月22日 | 住之江 | 前田将太   | 4504     | 36     | 福岡          | 1      | 1      | 逃げ       |

## 今後の開催予定
- 第40回大会 2025年（令和7年）12月16日 - 21日 ボートレース住之江（ナイター開催、箕面市主催）[1]
- 第41回大会 2026年（令和8年）12月15日 - 20日 ボートレース大村（ナイター開催）[30]